# マーティン・リット
マーティン・リット（Martin Ritt, 1914年3月2日 - 1990年12月8日）は、アメリカ合衆国ニューヨーク州出身の映画監督。

## 略歴
大学在学中から演劇に携わり、舞台俳優として活躍。エロン大学、セント・ジョンズ大学で学ぶ。大恐慌の際には公共事業促進局で働き、連邦劇場計画のために戯曲を執筆したり、演出家としても多くの作品を手がけるようになる。また、テレビ業界でも活躍するようになる。しかし、1950年代はじめ、若い頃にアメリカ共産党に関わっていた（党員ではなかった）ために赤狩りにあい、テレビ業界で働くことができなくなり、一時期舞台に戻る。しばらくして赤狩りの影響力が弱まってきたため、1957年の『暴力波止場』で監督デビューした。1963年の『ハッド』でアカデミー監督賞にノミネートされている。

## 主な監督作品

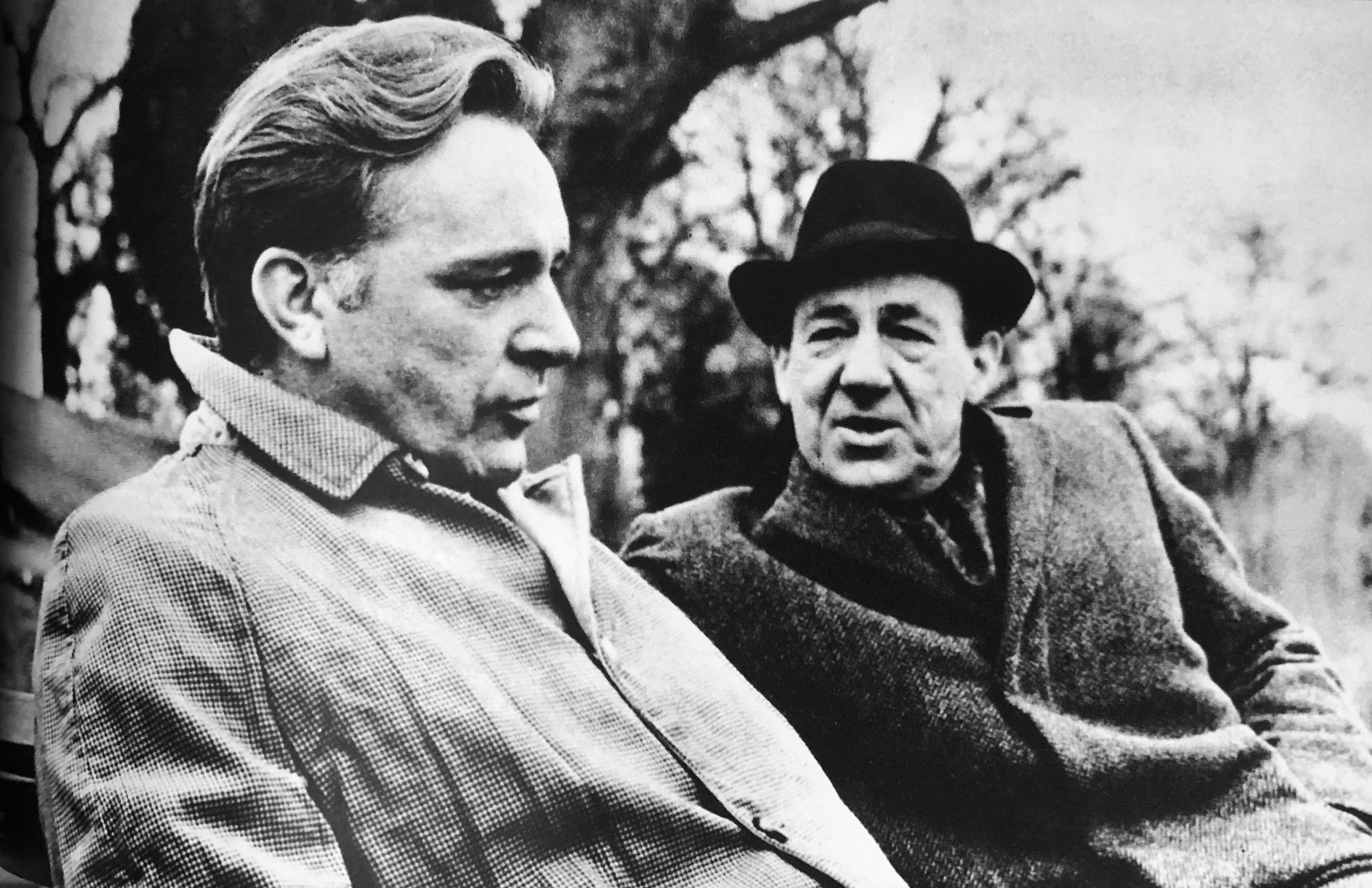
『寒い国から帰ったスパイ』（1965年）

- 長く熱い夜 The Long, Hot Summer (1958)
- 黒い蘭 The Black Orchid (1958)
- 悶え The Sound and the Fury (1959)
- 五人の札つき娘 5 Branded Women (1960)
- パリの旅愁 Paris Blues (1961)
- 青年 Hemingway's Adventures of a Young Man (1962)
- ハッド Hud (1962)
- 暴行 The Outrage (1963)
- 寒い国から帰ったスパイ The Spy Who Came in from the Cold (1965)
- 太陽の中の対決 Hombre (1965)
- 男の闘い The Molly Maguires (1970)
- ボクサー The Great White Hope (1970)
- コンラック先生 Conrack (1974)
- ウディ・アレンのザ・フロント The Front (1976)
- すばらしき仲間たち Casey's Shadow (1978)
- ノーマ・レイ Norma Rae (1979)
- クロスクリーク Cross Creek (1983)
- アイリスへの手紙 Stanley & Iris (1990)